# Sielachowskie
Sielachowskie – wieś w Polsce położona w województwie podlaskim, w powiecie białostockim, w gminie Wasilków.
W latach 1975–1998 miejscowość administracyjnie należała do województwa białostockiego.
Wierni kościoła rzymskokatolickiego należą do parafii św. Krzysztofa w Białymstoku.

## Transport
Przez miejscowość przebiega droga krajowa nr 8 (Kudowa-Zdrój - Wrocław - Warszawa - Białystok - Suwałki - Budzisko), stanowiąca część drogi międzynarodowej E67 (Helsinki – Kowno – Warszawa – Praga).

## Urodzeni
- Nora Ney